# Thury-Gewinde
Das Thury-Gewinde ist eine Norm für Gewinde.
Das metrische Thury-Gewinde hat einen Flankenwinkel von 47,5° und stammt ursprünglich aus der Schweizer Uhrenindustrie. Es wurde im 19. Jahrhundert vom Botaniker Marc Thury spezifiziert.